# مستشفى بروك

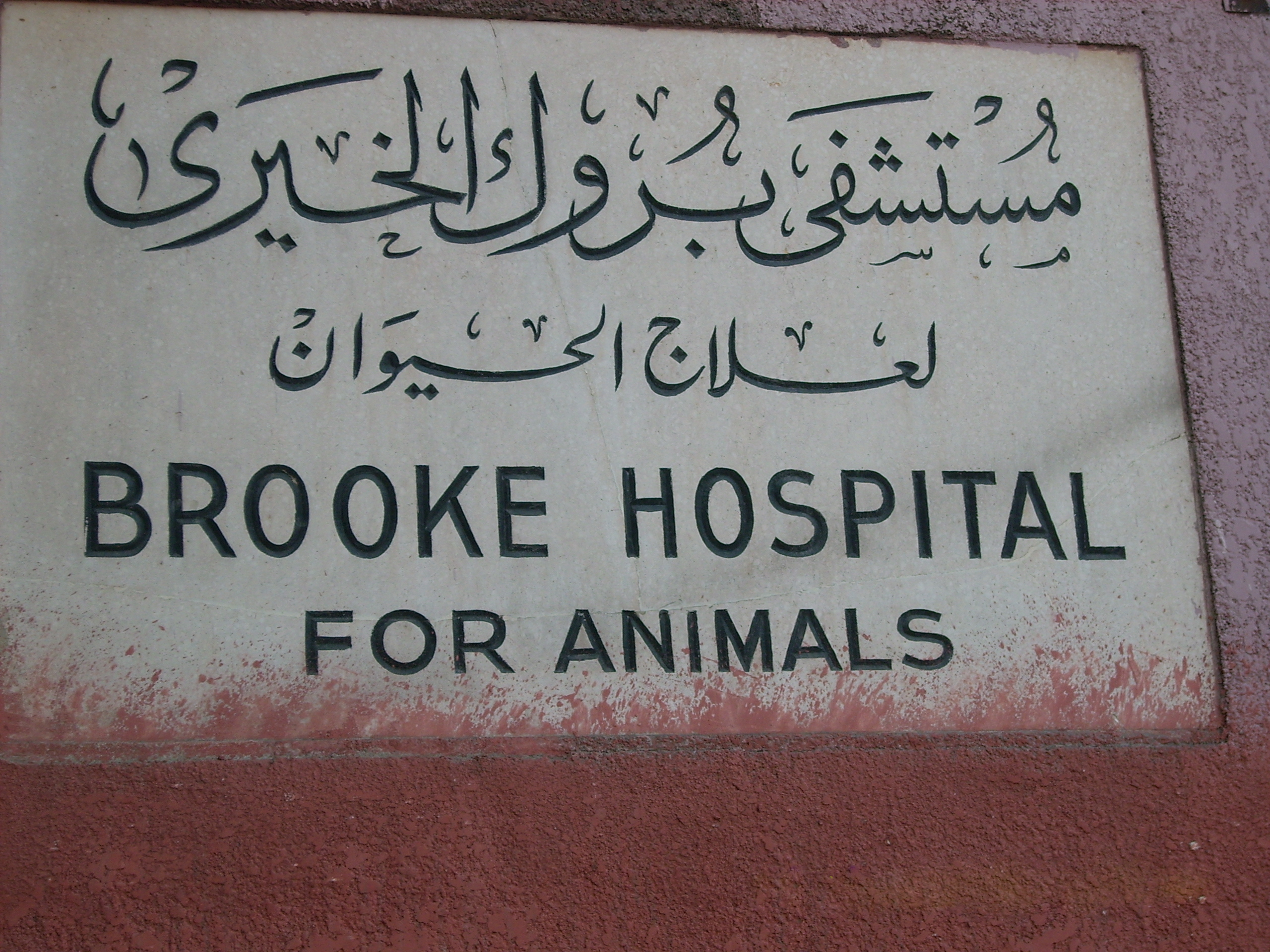

مستشفى بروك الخيري لعلاج الحيوان وهي إحدى أولى الجمعيات الخيرية في مصر والشرق الأوسط والتي تهدف إلى علاج الحيوانات العاملة بالمجان ، بالإضافة إلى نشر رسائل الرفق بالحيوان في كافة ربوع المجتمع المصري، والذي لا يزال يعتمد فيه الكثير من الأشخاص على كسب معيشتهم من العمل بمساعدة حيوانات الجر، والتي تشكل ركيزة اقتصادية أساسية لتوفير احتياجاتهم واحتياجات أسرهم.
أنشأت المستشفى في فبراير من العام 1934 على يد السيدة الإنجليزية دوروثي بروك بحي السيدة زينب، بغرض رعاية الحيوانات وعلاجها بالمجان، ورفع المعاناة عنها، ومساعدة أصحابها، ولا يزال يقع المقر الرئيسي للجمعية في ذات المكان نفسه منذ أكثر من 90 عامًا، ومنذ ذلك الوقت لم يغلق المستشفى بابه ليومٍ واحد، حيث يقدم المستشفى خدمات العلاج حاليًا لأكثر من 165,000 على نحو سنوي، في عدة مدن ومحافظات مختلفة من الجمهورية.

## نشأة المستشفى[6]
يعود الفضل في إنشاء المستشفى إلى دوروثي بروك، التي ولدت تحت اسم دوروثي جيبسون كريج في مدينة ويلتشير في إنجلترا، في الأول من يونيو لعام١٨٨٣م. وفى عام ١٩٢٦م تزوجت دوروثي من الضابط جيفري فرانسيس هيرمون بروك، الذي كان يعمل بسلاح الفرسان البريطاني، وانتقلت دوروثي مع زوجها بروك إلى مصر.
وبعد أن تم تعيين جيفري بروك في عام ١٩٣٠م، ليكون قائدًا لسلاح الفرسان البريطاني في القاهرة، لاحظت دوروثي بروك بعد 12 عامًا من الحرب العالمية الأولى، ما تعرضت له الخيول والحمير والبغال التي استعان بها الجيش البريطاني في أثناء الحرب العالمية الأولى لجر المعدات وآليات الحرب، من تدهور صحي وبدني، وعلى الرغم من إظهار هذه الحيوانات القادمة في الأساس من بريطانيا إلى كافة أشكال المعاناة والمرض الناتجين عن الحرب، فقد باع الجيش البريطاني هذه الحيوانات للفلاحين والعمال المصريين، نظرًا لاستحالة عودتها مرة أخرى إلى بريطانيا.
أثارت هذه المشاهد حفيظة دوروثي بروك والتي قررت عند عودتها مرة أخرى لبريطانيا عام 1931م، مخاطبة جريدة مونينج بوست أو "التليجراف حاليًا"، بعد أن قرأت عن وجود نية لعمل نصب تذكاري للخيول يكرم مشاركتها في الحرب العالمية الأولى.
وقررت دوروثي بروك أن يشمل خطابها اقتراحًا يجعل حياة الخيول أفضل، وهو أن يتم إنشاء مستشفى لعلاج الأحصنة والحمير والبغال في مصر.
بالفعل نجحت دوروثي في نشر فكرتها، واستجاب لخطابها كثيرون، من بينهم ملك بريطانيا الملك جورج السادس، واستطاعت أن تجمع ٢٠  ألف جنيه إسترليني، والتي مكنتها لشراء وعلاج أكبر عدد من الحيوانات في القاهرة بعد أن أنشأت حظيرة لرعاية تلك الحيوانات في حي السيدة زينب، وسرعان ما حولت دوروثي تلك الحظيرة إلى مستشفى مجهز بالمعدات الطبية البيطرية لاستقبال عدد أكبر من الحيوانات في فبراير من العام 1934.

## خدمات المستشفى[8]
تهدف رسالة المستشفى في الأساس لرفع المعاناة عن الحيوان والرفق به، وكذلك تقديم المساعدة لأصحابه وتشجيعهم للاعتناء به. لذلك يقدم المستشفى خدمات العلاج المجاني بالكامل لحيوانات الفصيلة الخيلية (الخيول - الحمير - البغال) من خلال خدمات العيادات الداخلية التي تستضيف الحيوانات حتى اكتمال شفائها تحت الرعاية البيطرية المتوفرة بأحدث الأجهزة التقنية، وكذلك من خلال العيادات المتنقلة التي تقدمها المستشفى في كل فرع من فروعه حيث يمتلك كل فرع للمستشفى على الأقل 3 عيادات متنقلة مجهزة بفرق ومعدات طبية تخرج في مسار يومي للوصول لنقاط بعيدة لتجمعات أصحاب الحيوانات والتي يصعب في تلك المناطق النائية على أصحاب الحيوانات الوصول للمستشفى، يقدم كذلك المستشفى خدمات الاستجابة لحالات الطوارئ خلال 24 ساعة بكافة أيام الأسبوع.
بجانب الخدمات الطبية والعلاجية، تقدم الجمعية خدمات توعوية لأصحاب الحيوانات لتعريفهم بكيفية العناية بحيواناتهم وهو ما يهدف في الأساس لاقتلاع عدد كبير من المشكلات التي تواجه الحيوانات من جذورها، وكذلك بناء أجيال قادمة واعية لمفاهيم وممارسات الرفق بالحيوان. وتستعين المستشفى بعدد من الرائدات الريفيات في مختلف القرى النائية لنشر أفكار الرفق بالحيوان ومساعدة المجتمعات الريفية للوصول إلى ثروة حيوانية خالية من المشكلات.
تهدف الجمعية لتشجيع أصحاب الحيوانات للاعتناء بحيواناتهم من خلال تنظيم عدة مسابقات لأصحاب أفضل حيوانات في عدد من المواقع بالجمهورية، كمسابقة أفضل صاحب حيوان التي تقيمها الجمعية في منطقة قمائن الطوب بحلوان، ومسابقة أفضل صاحب حمار في سيوة، وكذا العديد من المسابقات على مستوى المدن والقرى.
تقدم الجمعية الدعم أيضًا لأصحاب الحيوانات، حيث أطلقت الجمعية مشروع توزيع العليقة على أصحاب الخيول العاملة في مجال السياحة منذ عام 2021، نظرًا لتأثر هؤلاء الأشخاص بالأزمة الاقتصادية التي صحبت جائحة كوفيد-19، كذلك تقدم الجمعية لأصحاب الحيوانات التي تعتبر حيواناتهم المصدر الوحيد لدخلهم، الدعم المالي في حالة احتاجت حيواناتهم للحجز داخل الرعاية بالمستشفى حتى يتماثل الحيوان للشفاء، هذا بالإضافة إلى صرف مبلغ مناسب كمنحة لصاحب الحيوان في حال نفق الحيوان أو نتج عن إصابته بكسور لا يرجى شفائها.

## عيادات المستشفى

#### مستشفى القاهرة
أنشأ عام 1934، ويشمل ثلاثة أقسام، القسم الأول به المبنى الرئيسي للمستشفى ومكاتب الإدارة، ملحق بهم عنبرين كبيرين مقسمين إلى حظائر مستقلة للرعاية الداخلية تكفي لإيواء عدد 20 حيوان من الفصيلة الخيلية. والقسم الثاني وهو مبنى الحظائر المكشوفة والتي تنقسم إلى قسمي الإناث والذكور، ويستوعب هذان القسمان حوالي 90 حيوان حيث تتم الحيوانات فترة النقاهة لحين تمام الشفاء في هذا القسم، وهذان القسمان مزودان أيضًا بأربعة عشر حظيرة مستقلة تستقبل في جانب لإناث منها حالات الولادة، والقسم الثالث عبارة عن مبنى مستقل مزود بعشرة حظائر لعزل الحيوانات التي تتطلب حالتها أن تكون بمعزل لحين تمام الشفاء، وملحق بهذا القسم ورشة البيطار وجراجات السيارات للعيادات المتنقلة. والمستشفى مجهز بجناح للعمليات الجراحية مجهز بأحدث المعدات الطبية وملحق به غرفة للتخدير والإنعاش، وغرفة للأشعة مزودة بجهاز حديث للأشعة، ومعمل للتحاليل الطبية.

#### عيادة الإسكندرية
وهي أول عيادة تم إنشاؤها بعد المستشفى الرئيسي بالقاهرة في عام 1961 في حي الجمرك.

##### عيادة الأقصر
وهي ثاني العيادات تم إنشاؤها بعد الإسكندرية وباشرت نشاطها عام 1966، وهي تعمل بنشاط ملحوظ في علاج خيول عربات الحنطور التي تعمل في خدمة السائحين في المدينة، وكذلك تقدم خدمات العيادات المتنقلة لقرى الأقصر ذات الكثافة في استخدام الحيوانات العاملة.

##### عيادة أسوان
وقد افتتحت عيادة أسوان عام 1988 في شارع السلطان أبو العلا.

##### عيادة بروك إدفو
تأسست عام 1992 بشارع الشيخ المدني بالقرب من معبد إدفو الشهير وهو موقع مناسب للوصول لعربات الحنطور والحيوانات الأخرى التي تخدم السائحين في تلك المنطقة.

##### عيادة بروك مرسى مطروح
قدمت أولى خدماتها في عام 2000 وتستهدف الوصول إلى عدد من القرى والمناطق النائية التابعة لمحافظة مرسى مطروح، بالإضافة إلى تقديم خدماتها إلى مدينة سيوة التي لا يزال يستخدم فيها البعض من السكان، الحيوانات في التنقل داخل المدينة، وكذلك يستخدمون الحيوانات لمساعدتهم في الزراعة وخاصةً زراعة النخيل.

##### مكتب المنصورة
تأسس عام 2006 بمنطقة جديلة، وهو يهدف إلى تقديم الخدمات من خلال العيادات المتنقلة للقرى والمراكز التابعة لمحافظتي الدقهلية والغربية.

## مؤسسة بروك الدولية[9]
كانت مصر النواة لإنشاء مؤسسة بروك الدولية ومقرها المملكة المتحدة، للتوسع في تقديم الخدمة للحيوانات العاملة المحتاجة للمساعدة في عدد كبير من الدول الأكثر احتياجًا وهي: أفغانستان، وبوركينا فاسو، وإثيوبيا، وجواتيمالا، والهند، وكينيا، والمكسيك، ونبيال، ونيكاراجوا، وباكستان، والأردن، والسنغال. وتعتمد المؤسسة الخيرية على التبرعات لتغطية تكلفة تقديم خدماتها في الدول المختلفة، حيث تمتلك بروك مكاتب جمع التبرعات في هولندا والولايات المتحدة بالإضافة إلى المملكة المتحدة. وتعتبر الملكة كاميلا باركر، الملكة القرينة للملكة المتحدة، الرئيسة الشرفية لمؤسسة بروك الخيرية على مستوى العالم، والتي زارت المستشفى بالقاهرة عدة مرات بصحبة زوجها الملك تشارلز الثالث.

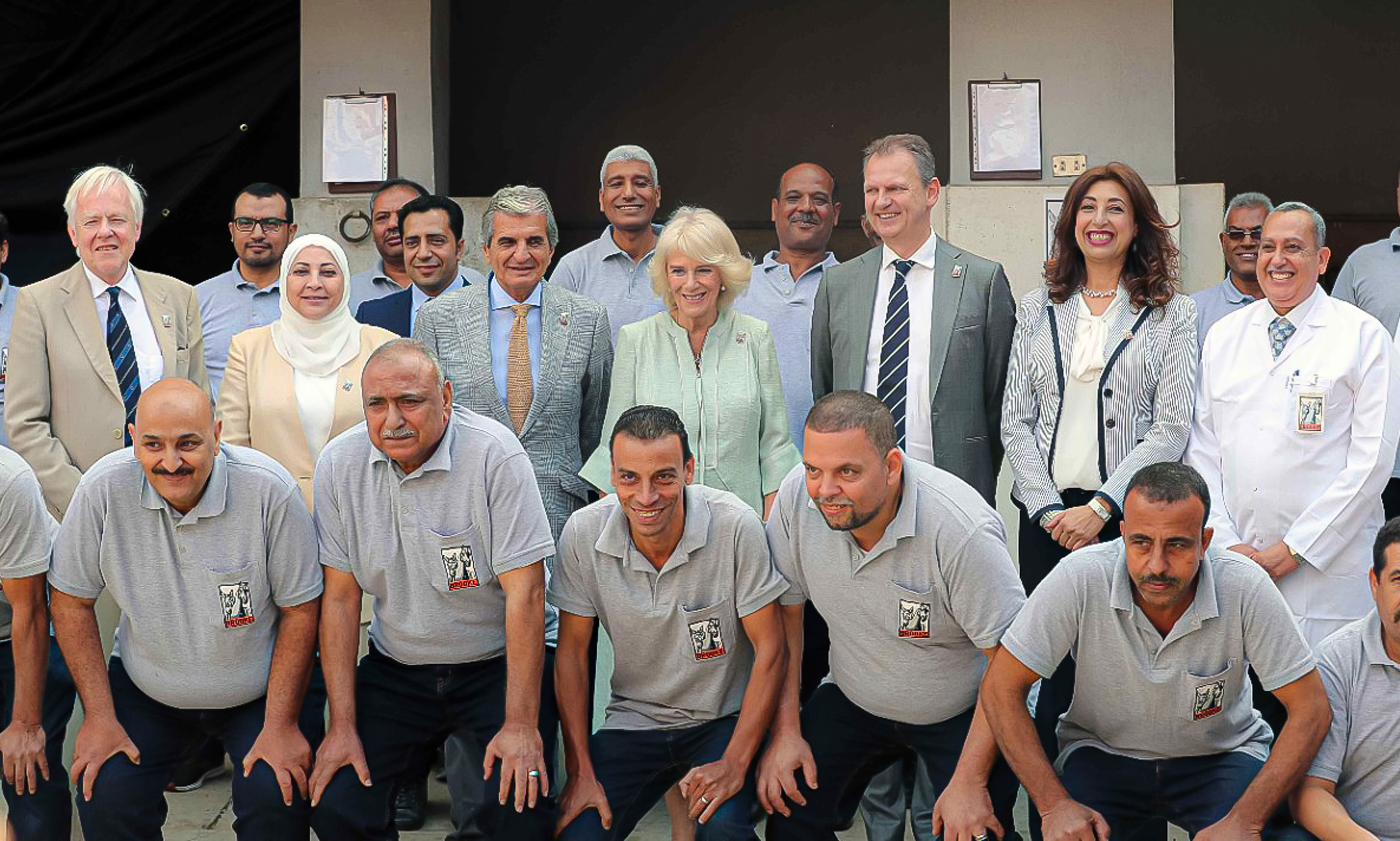
زيارة الملكة كاميلا باركر ملكة المملكة المتحدة لمستشفى بروك بالقاهرة 2021

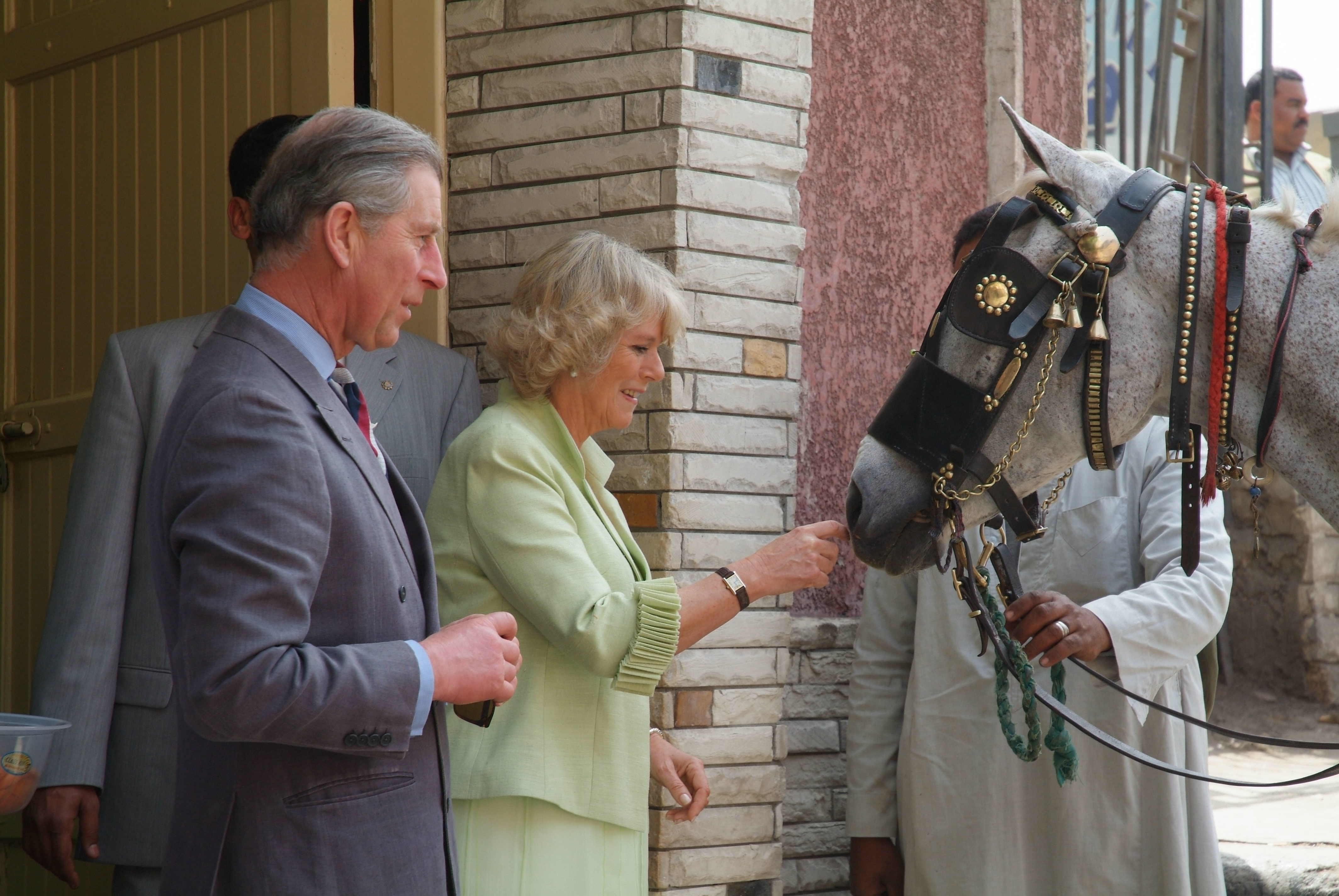
الملك تشارلز الثالث وقرينته الملكة كاميلا باركر في زيارة لمستشفى بروك الخيري لعلاج الحيوان في القاهرة 2006